# Se Segura, Malandro!
Se segura, malandro! é um filme brasileiro de 1978, do gênero comédia, dirigido por Hugo Carvana. Foi roteirizado por Carvana, Armando Costa e Leopoldo Serra. A música original do filme foi composta por Chico Buarque, João Bosco, Aldir Blanc e Mário Lago.

## Elenco
Segue a lista de elenco:
- Hugo Carvana.... Paulo Otávio
- Denise Bandeira.... Calói Volante
- Cláudio Marzo.... Zatopek
- Lutero Luiz.... Alcebíades
- Louise Cardoso.... Laurinha
- Maria Cláudia.... Jô
- Helber Rangel.... Candinho
- Maria Alves.... Marilu
- Henriqueta Brieba.... Clotilde
- Milton Carneiro.... Cândido
- Thelma Reston.... mulher de Alcebíades
- Anselmo Vasconcelos.... Beto
- Eliane Narducci.... Agripina
- Vinícius Salvatori.... Bob
- Ivan Setta.... Serginho
- Vera Setta.... Marlene
- André Villon.... Leandro
- Antônio Pedro.... Aderbal
- Manfredo Colasanti
- José Dumont
- Elza Gomes
- Wilson Grey
- Oswaldo Loureiro
- Ana Maria Magalhães
- Zezé Motta
- Nildo Parente
- Marília Pêra
- Paulo César Peréio

## Prêmios e indicações
Festival de Cádis (Espanha - 1981)
- Recebeu o Segundo Prêmio[1]